# Jered
Jered (Hebreeuws: יֶרֶד, Yāreḏ,"afdaling" of "dalen") was in de traditie van de Hebreeuwse Bijbel de naam van twee personen:
1. Jered, de vader van Henoch, voorvader van Noach en daarmee de hele mensheid. Hij werd 962 jaar oud en had naast Henoch nog meer zonen en dochters.[1]
2. Jered, een nakomeling van Juda.[2]